# Direcció general d'Arquitectura, Habitatge i Sòl
La Direcció general d'Arquitectura, Habitatge i Sòl és un òrgan de gestió del Ministeri de Foment que depenen orgànicament de la Secretaria General d'Habitatge. Assumeix la planificació, impuls, gestió i coordinació de les competències en matèries amb incidència en habitatge, l'arquitectura, l'urbanisme i sobre la política de sòl.

## Funcions
Les funcions de la Direcció general d'Arquitectura, Habitatge i Sòl es regulen en l'article 9 del Reial decret 362/2017:
- L'elaboració i proposta de la normativa sectorial en matèria d'habitatge, inclosos els aspectes econòmics-financers.
- Les relacions amb les entitats financeres per a l'obtenció de finançament de les actuacions protegides en matèria d'habitatge i sòl, així com l'elaboració d'estudis, informes i estadístiques en relació amb el subsector de l'habitatge.
- La gestió econòmica i financera de les ajudes dels plans i polítiques d'habitatge, en l'àmbit de competències del Departament, i la gestió i recaptació dels ingressos per subvencionis i quotes de préstecs dels antics plans d'habitatge. Així mateix li correspon la recaptació de liquidacions d'ajudes de subsidiació i ajudes estatals directes a l'entrada, derivades de desqualificació o autorització de venda anticipada d'habitatges.
- La gestió de convenis amb les comunitats autònomes i altres ens territorials per a l'execució dels plans i polítiques d'habitatge, així com de convenis específics amb les Administracions públiques per a la rehabilitació de barris en procés de degradació.
- La gestió de convenis amb entitats financeres per a l'aplicació de les ajudes dels diferents plans i polítiques d'habitatge del Departament.
- La gestió patrimonial atribuïda per la disposició addicional dinovena de la Llei 33/2003, de 3 de novembre, del Patrimoni de les Administracions Públiques.
- La difusió, foment i recerca de l'arquitectura i la col·laboració amb altres departaments i òrgans de l'Administració General de l'Estat, i amb associacions professionals, institucions, fundacions i organismes, tant públics com a privats, nacionals i internacionals, en aquestes matèries, i l'organització i difusió dels Premis Nacionals de Arquitectura, Urbanisme i Habitatge.
- La rehabilitació, restauració i recuperació del patrimoni arquitectònic, mitjançant la programació, avaluació, gestió i desenvolupament de projectes i actuacions en edificacions, conjunts arquitectònics, entorns i espais urbans i rurals; la creació, millora o manteniment d'equipaments, dotacions o serveis d'interès i ús públic; així com l'elaboració, tramitació, coordinació i seguiment de protocols i convenis de cooperació i de finançament amb altres administracions públiques en relació amb les activitats de rehabilitació, restauració i recuperació del patrimoni arquitectònic.
- La col·laboració amb la Subsecretaria de Foment per a la coordinació i execució de les iniciatives necessàries per al funcionament del Museu Nacional d'Arquitectura i Urbanisme i els seus Centres de Documentació.
- La col·laboració amb la Subsecretaria de Foment per a la coordinació de les labors de catalogació.
- La supervisió dels projectes derivats de les actuacions aprovades per la Secretaria d'Estat, d'acord amb el que es disposa en la legislació de contractes del Sector Públic, realitzada per la corresponent Oficina de Supervisió de Projectes.
- L'exercici de les competències del Departament en el desenvolupament i seguiment de la Llei 38/1999, de 5 de novembre, d'Ordenació de l'Edificació, i en la difusió i actualització permanent del Codi Tècnic de l'Edificació.
- La promoció de la innovació i de la qualitat en l'edificació, mitjançant el disseny, coordinació i gestió de programes i actuacions de recerca, desenvolupament i innovació que permetin respondre des del sector de l'edificació als reptes energètics, del canvi climàtic i desenvolupament sostenible, tant en obra nova com en rehabilitació.
- La coordinació del Consell per a la Sostenibilitat, Innovació i Qualitat de l'Edificació, la realització, participació i seguiment de les activitats de certificació de conformitat i d'avaluació de l'aptitud d'ocupació de materials, equips i sistemes innovadors utilitzats en l'edificació i en l'habitatge, i la inscripció en el Registre General del Codi Tècnic d'Edificació d'aquelles actuacions previstes en la legislació vigent, particularment dels denominats «Documents Reconeguts».
- Les actuacions per al finançament de treballs de conservació o enriquiment del patrimoni històric espanyol o de foment de la creativitat artística, a conseqüència de les actuacions i de les obres públiques finançades pel Departament o pels seus organismes, d'acord amb el Reial decret 111/1986, de 10 de gener, pel qual es desenvolupa parcialment la Llei 16/1985, de 25 de juny, del Patrimoni Històric Espanyol.
- L'elaboració i proposta de la normativa sectorial relativa al règim del sòl i les valoracions.
- L'exercici de les competències urbanístiques de l'Estat per a les Ciutats de Ceuta i Melilla, a les quals es refereix la disposició addicional tercera del Reial decret Legislatiu 7/2015, de 30 d'octubre, pel qual s'aprova el text refós de la Llei de Sòl i Rehabilitació Urbana.
- La preparació i tramitació dels expedients d'autorització davant el Consell de Ministres a què es refereix la disposició addicional desena del Reial decret Legislatiu 7/2015, de 30 d'octubre, pel qual s'aprova el text refós de la Llei de Sòl i Rehabilitació Urbana.
- El suport i la col·laboració amb les comunitats autònomes i els municipis per al coneixement i la difusió de les tècniques urbanístiques i la difusió de bones pràctiques en la matèria.
- L'exercici de les competències de la Secretaria d'Estat en relació amb les actuacions concertades d'ús, cessió o alienació de sòl en els entorns urbans.
- El foment i l'elaboració d'estudis i treballs de recerca en relació amb les polítiques urbanístiques i de sòl, així com la recopilació i difusió d'informació sobre aquestes polítiques.
- El disseny, el manteniment i l'actualització del sistema d'informació urbana al fet que es refereix la disposició addicional primera del Reial decret Legislatiu 7/2015, de 30 d'octubre, pel qual s'aprova el text refós de la Llei de Sòl i Rehabilitació Urbana, per a la recollida i tractament de dades estadístiques sobre urbanisme i sòl, en coordinació amb les altres administracions competents en la matèria, tot això sense perjudici de les competències de la Subsecretaria de Foment en matèria de Tecnologies de la Informació.
- La proposta de les directrius al fet que ha de subjectar-se la gestió del sòl per coadjuvar al compliment de la política d'habitatge, en els termes previstos en l'article 8.2 de la Llei 33/2003, de 3 de novembre, del Patrimoni de les Administracions Públiques, així com quantes altres competències en matèria de gestió de sòl li atribueixi al Departament la legislació aplicable.
- La proposta de modificacions en el règim patrimonial i de gestió del sòl i de criteris per a la valoració dels concursos d'alienació de sòls, coherents amb els objectius de la política d'habitatge.
- El suport tècnic i la participació en els fòrums i organismes internacionals relacionats amb les polítiques urbanes, especialment en el cas d'actuacions urbanes finançades amb fons de la Unió Europea i a les xarxes nacionals i internacionals d'informació i coneixement sobre polítiques urbanes.
- El suport a la Secretaria d'Estat en els processos d'integració en els quals aquesta intervingui, de conformitat amb el determinat en l'article 2.7.g).
- El suport a la Secretaria d'Estat en la concertació amb les Administracions territorials, de les actuacions en matèria d'urbanisme i promoció del sòl públic a les ciutats.
- L'assessorament a altres departaments i òrgans de l'Administració General de l'Estat en les matèries relacionades amb l'urbanisme.
- L'elaboració de la proposta d'avantprojecte de pressupostos i la gestió i tramitació dels crèdits i despeses assignades com a propis a la direcció general.
- L'estudi, preparació i proposta de contractació de les obres, el seguiment i control de la seva execució, així com la gestió de qualssevol altres assumptes relatius a contractació, adquisicions i expropiacions, vinculades a les competències de la direcció general.
- La cooperació en la gestió de recursos humans, del règim interior i dels serveis generals de la direcció general, d'acord amb les directrius de la Subsecretaria.

## Estructura
De la Direcció general depenen els següents òrgans:
- Subdirecció General de Política i Ajudes a l'Habitatge.
- Subdirecció General d'Arquitectura i Edificació.
- Subdirecció General d'Urbanisme.
- Subdirecció General de Política de Sòl.
- Subdirecció General de Coordinació i Gestió Administrativa.

A més, el Director General d'Arquitectura, Habitatge i Sòl és el Secretari de la Conferència Sectorial d'Habitatge i li correspon també la representació de la Secretaria d'Estat en la Comissió de coordinació financera d'actuacions immobiliàries i patrimonials regulada en la disposició addicional novena de la Llei 33/2003, de 3 de novembre, del Patrimoni de les Administracions Públiques.

## Directors generals
- Francisco Javier Martín Ramiro (2018-)[2]
- Antonio Aguilar Mediavilla (2017-2018)[3]
- Juan Van-Halen Rodríguez (2014-2016)
- Pilar Martínez López (2011-2014)